# Aixecament tibetà de 1959
L' aixecament tibetà de 1959 o la rebel·lió tibetana de 1959(xinès: 1959 年藏区骚乱) va començar el 10 de març de 1959, quan va esclatar una revolta a Lhasa, la capital del Tibet, que estava sota el control efectiu de la República Popular de la Xina des que es va arribar a l'Acord dels disset punts L'aixecament inicial es va produir enmig de tensions generals xino-tibetanes i en un context de confusió, ja que els manifestants tibetans temien que el govern xinès pogués arrestar el 14è Dalai Lama. Les protestes també van ser alimentades pel sentiment anti-xinès i el separatisme. Al principi, l'aixecament va consistir en protestes majoritàriament pacífiques, però els enfrontaments van esclatar ràpidament i l'Exèrcit Popular d'Alliberament (EPA) finalment va utilitzar la força per reprimir els manifestants, alguns dels quals havien capturat armes. Les últimes etapes de l'aixecament van comportar forts combats, amb grans pèrdues civils i militars. El 14è Dalai Lama es va escapar de Lhasa, mentre que la ciutat va ser totalment recuperada per les forces de seguretat xineses el 23 de març de 1959. Milers de persones van ser assassinades durant l'aixecament de 1959, tot i que es discuteix el nombre exacte.
A principis de 1956, el conflicte armat entre les guerrilles tibetanes Chushi Gangdruk i el EPA va començar a les regions de Kham i Amdo, que havien estat sotmeses a una reforma socialista. La guerra de guerrilles es va estendre més tard a altres zones del Tibet i va durar fins al 1962. Alguns consideren l'incident de Xunhua del 1958 com un precursor de l'aixecament tibetà.
Els tibetans exiliats celebren l'aniversari anual de l'aixecament el 10 de març com el Dia de l'aixecament tibetà i el Dia de l'aixecament de la dona. El 19 de gener de 2009, la legislatura controlada per la RPC a la Regió Autònoma del Tibet va escollir el 28 de març com a aniversari nacional del Dia de l'Emancipació dels Servs. Segons Warren W. Smith, aquest moviment va ser una celebració de "contra-propaganda" després dels disturbis del 10 de març de 2008 al Tibet.

## Resistència armada al Tibet oriental
El 1951 es va posar en vigor un acord entre la República Popular de la Xina i representants del Dalai Lama Tenzin Gyatso. Les reformes socialistes com la redistribució de terres es van retardar al Tibet. No obstant això, l'est de Kham i Amdo (Sichuan occidentals i Qinghai a la jerarquia administrativa xinesa) estaven fora de l'administració del govern tibetà a Lhasa i, per tant, van ser tractats més com altres províncies xineses, amb la redistribució de terres implementada completament. Els khampas i els nòmades d'Amdo eren tradicionalment propietaris de la seva pròpia terra. La resistència armada va esclatar a Amdo i a l'est de Kham el juny de 1956.
Abans de la invasió de l'EPA, les relacions entre Lhasa i els caps Khampa s'havien deteriorat, tot i que el Khampa es va mantenir espiritualment lleial al Dalai Lama durant tot el temps. A causa d'aquestes relacions tenses, els Khampa havien ajudat els xinesos en la seva invasió inicial, abans de convertir-se en la resistència guerrillera per la qual són coneguts. Pandatsang Rapga, un líder khampa pro Guomindang i pro República de la Xina, va oferir al governador de Chamdo, Ngabo Ngawang Jigme, alguns combatents Khampa a canvi que el govern tibetà reconegués la independència de Kham. Ngabo va rebutjar l'oferta. Després de la derrota de l'exèrcit tibetà a Chamdo, Rapga va començar a mediar en les negociacions entre l'EPA i els rebels tibetans.
Rapga i Topgay van participar en negociacions amb els xinesos durant el seu assalt a Chamdo. Khampa va desertar a les forces xineses de l'EPA o no va lluitar en absolut. L'atac del EPA va tenir èxit.
El 1957 Kham estava en el caos. Els atacs dels lluitadors de la resistència i les represàlies de l'Exèrcit Popular d'Alliberament contra grups de resistència Khampa com el Chushi Gangdruk es van fer cada cop més brutals. Les xarxes monàstiques de Kham van arribar a ser utilitzades per les forces guerrilleres per transmetre missatges i amagar els rebels. El govern xinès va dur a terme vagues punitives contra pobles i monestirs tibetans. Els exiliats tibetans afirmen que els comandants militars xinesos van amenaçar de bombardejar el Palau de Potala i el Dalai Lama en un intent d'intimidar les forces guerrilleres perquè se sotmetéssin.

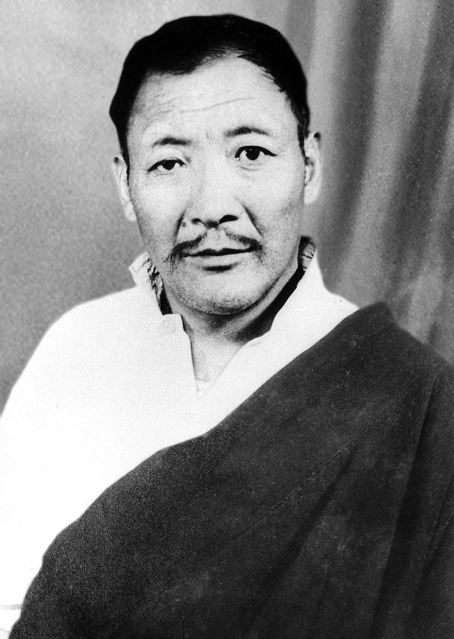
Andrug Gompo Tashi abans de 1959. Líder del Chushi Gangdruk

Lhasa va continuar complint l'acord de disset punts i va enviar una delegació a Kham per sufocar la rebel·lió. Després de parlar amb els líders rebels, la delegació es va unir a la rebel·lió. Els líders de Kham van contactar amb l'Agència Central d'Intel·ligència (CIA), però la CIA sota el president Eisenhower insistí que requeria una sol·licitud oficial de Lhasa per donar suport als rebels. Lhasa no va actuar. Finalment, la CIA va començar a donar suport encobert a la rebel·lió sense cap paraula de Lhasa. Aleshores, la rebel·lió s'havia estès a Lhasa, que s'havia omplert de refugiats d'Amdo i Kham. L'oposició a la presència xinesa al Tibet va créixer a la ciutat de Lhasa.
A mitjans de febrer de 1959, l'Oficina Administrativa del Comitè Central del PCC va fer circular l'informe intern de l'Agència de Notícies Xinhua sobre com "les revoltes a la regió tibetana han augmentat el ritme i s'han convertit en una rebel·lió gairebé a gran escala". en un "informe de situació" per als principals líders del PCC.
L'endemà, el líder xinès va veure un informe del Departament d'Operacions de l'Estat Major General de l'EPA que descrivia les rebel·lions dels tibetans a Sichuan, Yunnan, Gansu i Qinghai. Va tornar a subratllar que "rebel·lions com aquestes són extremadament favorables per a nosaltres perquè ens beneficiaran per ajudar a entrenar les nostres tropes, entrenar la gent i proporcionar una raó suficient per aixafar la rebel·lió i dur a terme reformes integrals en el futur".
L'EPA va utilitzar soldats hui, que abans havien servit sota Ma Bufang per aixafar la revolta tibetana a Amdo. La cavalleria Hui estava estacionada a Southern Kham. La situació a tot el Tibet es va fer cada cop més tensa, a mesura que un nombre creixent de tibetans va començar a donar suport a l'aixecament de Khampa, mentre que el govern regional de Lhasa no volia donar suport a una rebel·lió ni oposar-s'hi públicament. En aquesta situació inestable, els generals xinesos residents a Lhasa van ser convocats de tornada a la Xina continental, deixant el comandant inexpert de l'EPA Tan Guansen al capdavant.

## Rebel·lió de Lhasa

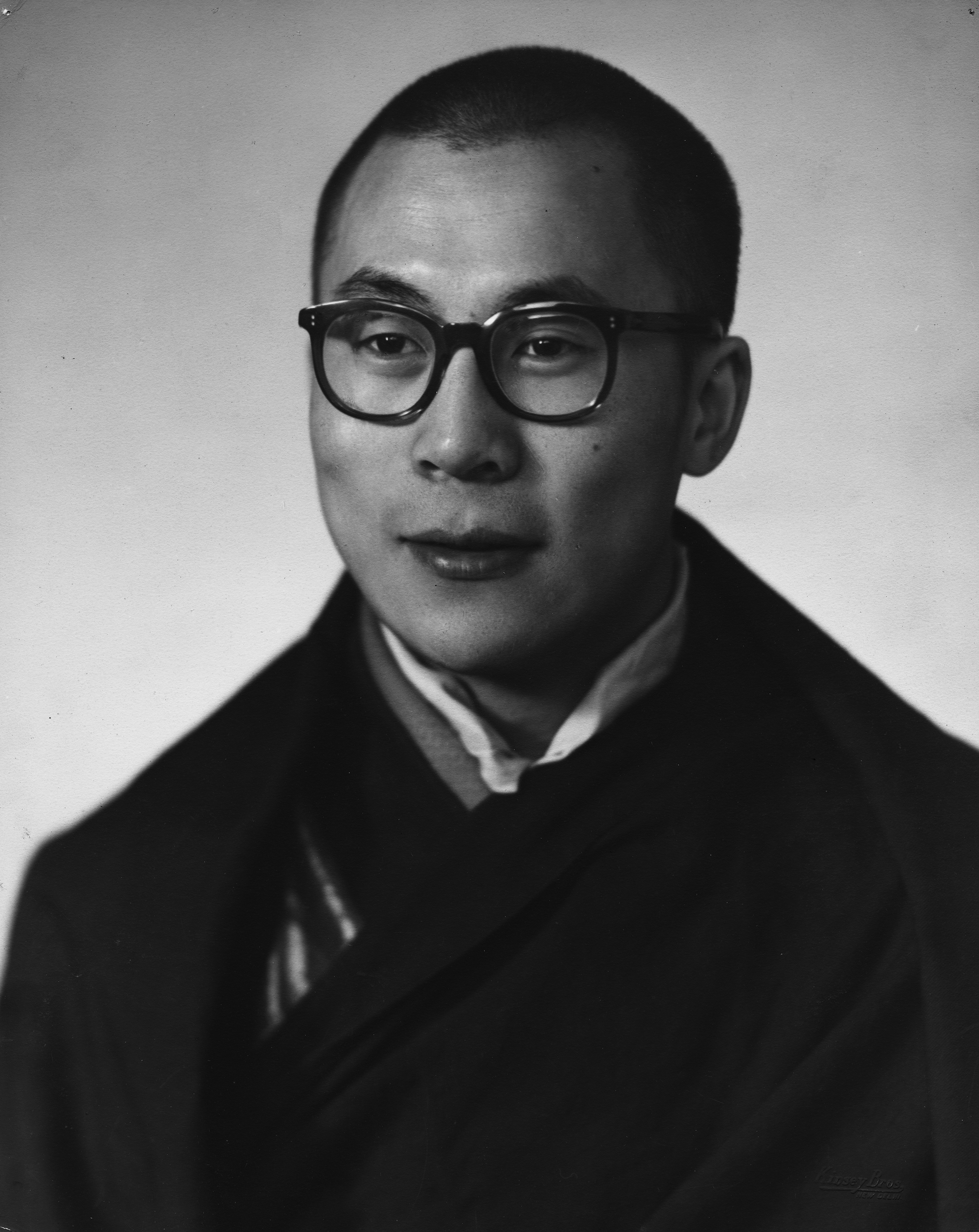
El 14è Dalai Lama el 1956

Segons l'historiador Tsering Shakya, el govern xinès estava pressionant el Dalai Lama perquè assistís a l'Assemblea Popular Nacional de la Xina l'abril de 1959, per tal de reparar la imatge de la Xina amb relació a les minories ètniques després de la rebel·lió de Khampa. El 7 de febrer de 1959, un dia important del calendari tibetà, el Dalai Lama va assistir a un ball religiós, després del qual el representant en funcions al Tibet, Tan Guansan, li va oferir l'oportunitat de veure una actuació d'un grup de dansa originari de Lhasa al Norbulingka per celebrar la finalització del seu grau de lharampa geshe pel Dalai Lama. Segons les memòries del Dalai Lama, la invitació va venir del general xinès Chiang Chin-wu, que va proposar que l'actuació es fes a la seu militar xinesa; el Dalai Lama afirma que hi va estar d'acord. :130 No obstant això, el tibetòleg Sam van Schaik va afirmar que el Dalai Lama va ser qui va proposar que el ball tingués lloc al quarter general militar ja que el Norbulingka era massa petit. Ambdues parts encara no s'han posat d'acord en una data, i el Dalai Lama va semblar deixar l'esdeveniment "fora de la seva ment", centrant-se en canvi en els seus exàmens en curs per al seu grau de Gueshe, així com el Festival de Pregària de Monlam.
A part de Tan i el Dalai Lama, ningú semblava estar informat dels plans per al ball. Com a resultat, la data d'actuació prevista només es va finalitzar 5 o 3 dies abans quan Tan va recordar al Dalai Lama la dansa que va suggerir el 10 de març. La decisió sembla que es va concloure per caprici. Ni el Kashag ni els guardaespatlles del Dalai Lama van ser informats dels plans del Dalai Lama fins que els oficials xinesos els van exposar el 9 de març, un dia abans de la programació de l'actuació, i van insistir que s'encarregarien de la seguretat del Dalai Lama. Les memòries del Dalai Lama afirmen que el 9 de març els xinès van dir al seu cap de guardaespatlles que volien l'excursió del Dalai Lama per veure la producció "en absolut secret" :132i sense cap guardaespatlles tibetans armats, que "totes semblaven peticions estranyes i hi va haver molta discussió" entre els assessors del Dalai Lama. :132Alguns membres del Kashag estaven alarmats i preocupats perquè el Dalai Lama pogués ser segrestat, recordant una profecia que deia que el Dalai Lama no havia de sortir del seu palau.
Segons l'historiador Tsering Shakya, alguns funcionaris del govern tibetà temien que s'estiguessin plantejant accions per a un segrest xinès del Dalai Lama, i es van difondre en aquest sentit entre els habitants de Lhasa. El 10 de març, diversos milers tibetans van envoltar el palau del Dalai Lama per evitar que se n'anés o fos retirat. L'enorme multitud s'havia reunit en resposta a un rumor que els xinesos tenien previst arrestar el Dalai Lama quan anava a una actuació cultural a la seu del EPA. Això va marcar l'inici de l'aixecament a Lhasa, encara que les forces xineses s'havien enfrontat amb guerrilles fora de la ciutat el desembre de l'any anterior. Tot i que els funcionaris del PCC van insistir que l'"estrat superior reaccionari" a Lhasa era el responsable del rumor, no hi ha manera d'identificar la font precisa. Al principi, la violència es va dirigir a funcionaris tibetans que es consideraven que no havien protegit el Dalai Lama o que eren proxinesos. Els atacs contra els xinesos van començar més tard. Una de les primeres víctimes de la màfia va ser un lama sènior, Pagbalha Soinam Gyamco, que treballava amb la RPC com a membre del Comitè Preparatori de la Regió Autònoma Tibetana, que va ser assassinat, i el seu cos arrossegat per un cavall davant de la multitud durant 2 km.
El 12 de març, els manifestants van aparèixer als carrers de Lhasa per declarar la independència del Tibet. Les barricades van pujar als carrers de Lhasa i les forces rebels xineses i tibetanes van començar a fortificar posicions dins i als voltants de Lhasa en preparació per al conflicte. Es va acceptar una petició de suport als rebels armats fora de la ciutat i es va fer una crida d'assistència al cònsol indi. Les tropes xineses i tibetanes van continuar movent-se en posició durant els dies següents, amb peces d'artilleria xineses desplegades a l'abast del palau d'estiu del Dalai Lama, el Norbulingka.
El 12 de març milers de dones es van reunir davant del Palau Potala a Lhasa al terreny anomenat Dri-bu-Yul-Khai Thang. El líder d'aquesta manifestació noviolenta va ser Pamo Kusang. Aquesta manifestació, ara coneguda com el Dia de l'Aixecament de les Dones, va iniciar el moviment de dones tibetanes per la independència. El 14 de març al mateix lloc milers de dones es van reunir en una protesta encapçalada per "Gurteng Kunsang, membre de l'aristocràtica família Kundeling i mare de sis fills que després va ser arrestada pels xinesos i executada per un esquadró d'afusellament".
El 15 de març, es van posar en marxa els preparatius per a l'evacuació del Dalai Lama de la ciutat, amb les tropes tibetanes emprades per assegurar una via d'escapament de Lhasa. El 17 de març, dos obusos d'artilleria van aterrar prop del palau del Dalai Lama, desencadenant la seva fugida cap a l'exili a l'Índia. El Dalai Lama va abandonar en secret el palau la nit següent i va sortir de Lhasa amb la seva família i un petit nombre de funcionaris. Els xinesos no havien vigilat amb força el Potala, ja que no creien probable que el Dalai Lama intentés fugir.

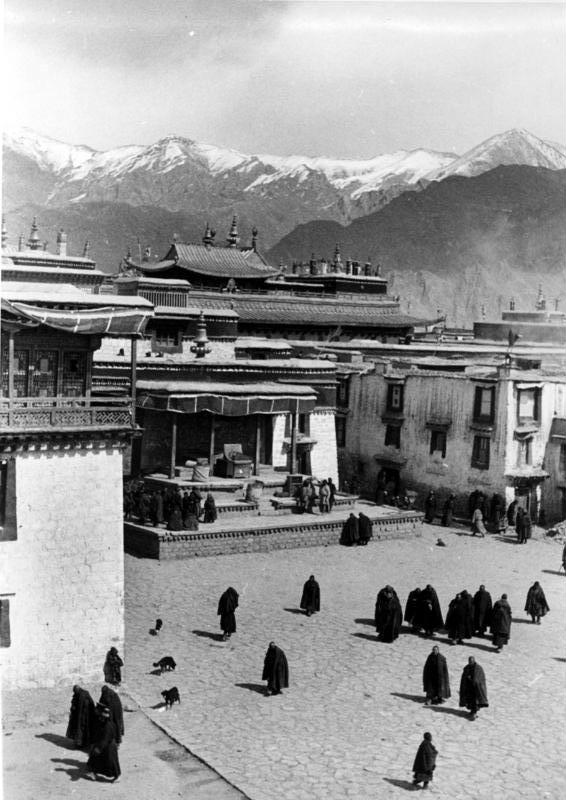
El Temple de Jokhang, al sostre dels quals els últims rebels tibetans havien col·locat metralladores per defensar-se de l'EPA

Els rumors sobre la desaparició del Dalai Lama van començar a estendre's ràpidament l'endemà, tot i que la majoria encara creien que es trobava al palau. Mentrestant, la situació a la ciutat es va fer cada cop més tensa, ja que els manifestants s'havien confiscat una sèrie de metralladores. El 20 de març, l'exèrcit xinès va respondre bombardejant el Norbulingka per dispersar la multitud, i al vespre següent va col·locar les seves tropes en una barricada que dividia la ciutat en una part nord i sud. La batalla va començar d'hora l'endemà, i tot i que els rebels tibetans estaven superats en nombre i mal armats, la lluita al carrer va resultar ser "sagnant". L'última resistència tibetana es va centrar al Jokhang, on els refugiats Khampa havien instal·lat metralladores, mentre que un gran nombre de tibetans donava voltes al temple amb reverència. L'EPA va començar a atacar el Jokhang el 23 de març i es va produir una dura batalla de tres hores amb moltes baixes per ambdós bàndols. Els xinesos finalment van aconseguir trencar amb un tanc, i després van aixecar la bandera de la Xina al temple, posant fi a l'aixecament.
Dos escriptors britànics, Stuart i Roma Gelder, van visitar el palau Chensel Phodrang al Norbulingka l'any 1962 i "va trobar el seu contingut meticulosament conservat".

## La participació de la República de la Xina i la seva posició sobre la independència del Tibet
Pandatsang Rapga, un líder Khampa revolucionari pro- Guomindang i pro- República de la Xina (ROX), va ser fonamental en la revolta contra els comunistes. El Guomindang tenia una història d'utilitzar combatents Khampa per oposar-se tant al govern tibetà del Dalai Lama com a lluitar contra l'Exèrcit Roig Comunista.
Rapga va continuar cooperant amb el govern del Guomindang de la ROX després de fugir a Taiwan, i va proporcionar entrenament als rebels Khampa contra les forces comunistes de l'EPA.
La República de la Xina a Taiwan va disputar amb Amèrica si el Tibet seria independent, ja que la ROX va reclamar el Tibet com a part del seu territori. Rapga va acceptar un pla en què la revolta contra els comunistes inclouria l'antifeudalisme, la reforma agrària, un govern modern i donar poder al poble.
La República de la Xina va continuar reclamant el Tibet com a part integrant del seu territori d'acord amb la seva constitució, contràriament a les afirmacions de l'Administració central tibetana del Dalai Lama que reclamava la independència del Tibet.
Després de la rebel·lió tibetana de 1959, Chiang Kai-shek va anunciar a la seva Carta als compatriotes tibetans ((xinès: 告西藏同胞書; pinyin: Gào Xīzàng Tóngbāo Shū) que la política de la ROX seria ajudar a la diàspora tibetana a enderrocar el domini de la República Popular de la Xina al Tibet. La Comissió d'Afers de Mongolia i Tibet (CAMT) va enviar agents secrets a l'Índia per difondre propaganda a favor del Guomindang (KMT) i anticomunista entre els exiliats tibetans. De 1971 a 1978, el CAMT també va reclutar nens d'ètnia tibetana de l'Índia i el Nepal per estudiar a Taiwan, amb l'esperança que treballessin per a un govern de la República de Corea que tornés al continent. El 1994, l'associació de veterans de la guerrilla tibetana Chushi Gangdruk es va reunir amb el CAMT i va recordar el principi política d'una sola Xina. En resposta, l'Administració central tibetana del Dalai Lama va prohibir a tots els tibetans exiliats el contacte amb el CAMT. Els tibetans de Taiwan, que són majoritàriament d'origen Kham, donen suport a la posició de la República de la Xina que el Tibet forma part de la República de Corea, i estan en contra tant de la comunitat tibetana exiliada a l'Índia que viu sota el Govern tibetà a l'exili (TGE), com del Comunistes a la Xina continental. Els tibetans taiwanesos són considerats traïdors al Govern Tibetà a l'Exili per la seva posició.

## Víctimes
Colin Mackerras afirma: "Hi va haver una gran rebel·lió contra el domini xinès al Tibet el març de 1959, que va ser sufocada amb el cost de molt vessament de sang i una amargor duradora per part dels tibetans". El govern tibetà a l'exili informa de diverses maneres, 85.000, 86.000 i 87.000 morts de tibetans durant la rebel·lió, atribuïdes a "documents xinesos secrets capturats per guerrillers". El tibetòleg Tom Grunfeld va dir que "la veracitat d'aquesta afirmació és difícil de verificar". Warren W. Smith, escriptor de Radio Free Asia, relata que els "documents secrets" provenien d'un informe de l'EPL de 1960 capturat per guerrillers el 1966, amb les xifres publicades per primera vegada pel TGIE a l'Índia el 1990. Smith afirma que els documents deien que 87.000 "enemics van ser eliminats", però no entén que "eliminat" signifiqui "matat", com fa el TGIE. Un funcionari del govern tibetà a l'exili (TGIE) de cognom Samdup va publicar un informe per a Asia Watch després de tres missions de recerca de fets entre 1979 i 1981, afirmant que un discurs del primer ministre Zhou Enlai, publicat a Beijing Review el 1980, va confirmar la xifra de 87.000. El demògraf Yan Hao no va trobar cap referència a cap figura d'aquest tipus en el discurs publicat i va concloure: "Si aquestes fonts de TGIE no es resisteixen a fabricar fonts xineses en publicacions obertes, com poden esperar que la gent cregui en les seves citacions de els anomenats documents interns secrets xinesos i discursos que mai estan disponibles en originals per a investigadors independents?"

## Conseqüències
Els tres monestirs principals de Lhasa - Sera, Ganden i Drepung - van ser greument danyats pels bombardeigs, amb Sera i Drepung danyats gairebé sense reparar. Segons el TGIE, els membres del guardaespatlles del Dalai Lama que quedaven a Lhasa van ser desarmats i executats públicament, juntament amb tibetans que portaven armes a casa seva. Milers de monjos tibetans van ser executats o arrestats, i els monestirs i temples de la ciutat van ser saquejats o destruïts.
Després de la manifestació de l'aixecament de les dones del 12 de març, moltes de les dones implicades van ser empresonades, inclosa la líder de la manifestació, Pamo Kusang. "Algunes d'elles van ser torturades,i van morir a la presó o executades". Conegut com el Dia de l'Aixecament de les Dones, aquesta manifestació va iniciar el moviment de dones tibetanes per la independència.
L'oficial de la CIA, Bruce Walker, que va supervisar les operacions del moviment de resistència tibetana a l'exili format pels seus agents, es va veure preocupat per l'hostilitat dels tibetans cap als seus agents: "els equips de ràdio estaven experimentant una gran resistència de la població dins del Tibet". La CIA va entrenar tibetans entre 1957 i 1972, als Estats Units, i els va tornar a paracaigudes al Tibet per organitzar rebel·lions contra l'EPA. En un incident, un agent va ser denunciat immediatament pel seu propi germà i els tres agents de l'equip van ser detinguts. No van ser maltractats. Després de menys d'un mes de sessions de propaganda, van ser escortats a la frontera índia i alliberats.
L'abril de 1959, Choekyi Gyaltsen de 19 anys, 10è Panchen Lama, el segon líder espiritual del Tibet, i resident a Shigatse, va demanar als tibetans que recolzessin el govern xinès. No obstant això, després d'una gira pel Tibet, el maig de 1962 va escriure un document conegut com la Petició dels 70.000 caràcters dirigida a Zhou Enlai criticant els abusos xinesos al Tibet, i es va reunir amb Zhou per parlar-ne. La petició esbossada tractava de la brutal repressió del poble tibetà durant i després de la invasió xinesa del Tibet i els patiments de la gent a El Gran Salt Endavant. En aquest document, criticava la repressió que les autoritats xineses havien dut a terme com a represàlia per l'aixecament tibetà de 1959. Però l'octubre de 1962, les autoritats de la RPC que tracten amb la població van criticar la petició.El president Mao va considerar la petició "... una fletxa enverinada disparada al partit per senyors feudals reaccionaris". El 1967 el Panchen Lama va ser arrestat i empresonat formalment fins al seu alliberament el 1977.
El monjo budista Palden Gyatso va ser arrestat el juny de 1959 per funcionaris xinesos per manifestar-se durant l'aixecament de març. Va passar els següents 33 anys a les presons xineses i laogai o camps de re-educació i treball a la Xina, la pena més llarga de qualsevol presoner polític tibetà. "Es va veure obligat a participar en classes de reeducació bàrbares i va ser torturat per diversos mètodes, que inclouen ser colpejat amb un garrot muntat amb claus, colpejat per una sonda elèctrica, que li va fer cicatrius la llengua i li va fer caure les dents, assotat. mentre es veia obligat a estirar una arada de ferro i es va morir de fam". provocant danys físics irreversibles. Alliberat el 1992, va escapar a Dharamsala a l'Índia, seu del govern tibetà a l'exili i es va convertir en un activista reconegut internacionalment per la causa de la independència tibetà.
Les autoritats xineses han interpretat l'aixecament com una revolta de l'elit tibetana contra les reformes comunistes que estaven millorant la sort dels servs tibetans. Fonts tibetanes i de tercers, en canvi, normalment ho han interpretat com un aixecament popular contra la presència aliena xinesa. L'historiador Tsering Shakya ha argumentat que va ser una revolta popular tant contra el govern xinès com contra el govern de Lhasa, que es va percebre com un fracàs en protegir l'autoritat i la seguretat del Dalai Lama dels xinesos.